# Denis Odoi
Denis Frimpong Odoi (født 27. maj 1988) er en belgisk-ghanesisk professionel fodboldspiller, som spiller for den belgiske 1. division A-klub Club Brugge og Ghanas landshold.

## Klubkarriere

### Oud-Heverlee Leuven
Odoi begyndte sin karriere hos sin lokalklub Oud-Heverlee Leuven, hvor han gjorde sin professionelle debut i april 2007. Han gennembrud på holdet kom i løbet af 2007-08 sæsonen, hvor han begyndte at spille fast for klubben.

### Sint-Truiden
Odoi skiftede i juli 2009 til Sint-Truiden. Han etablerede sig med det samme som en fast mand i truppen, og blev i 2010-11 sæsonen kåret som årets spiller i klubben af fansene.

### Anderlecht
Odoi skiftede i april 2011 til Anderlecht. I sin debut for klubben, mod sit gamle hold OH Leuven, fik Odoi et rødt kort efter bare 33 minutters spil.

### Lokeren
Som resultat af pengemangel måtte Anderlecht sælge flere spillere i 2013, og herunder blev Odoi også solgt. Han skiftede i juni 2013 til Lokeren. Han etablerede sig med det samme som en vigtig spiller i klubben, og den 26. februar 2016 blev han for første gang i sin karriere gjort til anfører i en kamp imod Gent.

### Fulham
Odoi skiftede i juli 2016 til engelske Fulham. I sin første tid i klubben havde Odoi en hård kamp med Ryan Fredericks om startpositionen, som resulterede i de to spiller ofte roterede på pladsen. Efter Fredericks forlod, spillede Odoi som førstevalg.
Han imponerede i sin tid hos klubben for sin evne til at spille på flere forskellige positioner i forsvaret.

### Club Brugge
Odoi vendte i februar 2022 hjem til Belgien, da han skiftede til Club Brugge.

## Landsholdskarriere

### Belgien
Odoi har repræsenteret Belgien på flere ungdomsniveauer.
Han debuterede for Belgiens landshold i en venskabskamp den 25. marts 2012. Dette ville dog blive hans eneste kamp for Belgien. Trods interesse fra Ghana, så forsøgte Odoi at vinde en plads hos sit fødeland over de næste år, dog uden held.

### Ghana
Odoi besluttede i 2022 at skifte til at repræsentere Ghana, hvilke han kunne efter kun at have repræsenteret Belgien i en venskabskamp. Han var del af Ghanas trup til VM 2022.

## Privat
Odoi er født i Belgien til en belgisk mor og en ghanesisk far.

## Titler
Anderlecht
- Belgiens 1. division A: 2 (2011-12, 2012-13)
- Belgisk Super Cup: 1 (2012)

Lokeren
- Belgisk Cup: 1 (2013-14)

Fulham
- EFL Championship: 1 (2021-22)

Club Brugge
- Belgiens 1. division A: 1 (2021-22)
- Belgisk Super Cup: 1 (2022)